# Cotiporã
Cotiporã is een gemeente in de Braziliaanse deelstaat Rio Grande do Sul. De gemeente telt 4.887 inwoners (schatting 2009).

## Aangrenzende gemeenten
De gemeente grenst aan Bento Gonçalves, Dois Lajeados, Fagundes Varela, Monte Belo do Sul, Santa Tereza, São Valentim do Sul en Veranópolis.